# Mackenzie Blackburn
Mackenzie Blackburn, noto anche come Lu Ming-Long (呂明龍S; 10 novembre 1992), è un ex pattinatore di short track canadese naturalizzato taiwanese.

## Biografia
È nipote del pugile canadese Clifford Blackburn, che partecipò ai Giochi olimpici di Londra 1948.
È nato in Canada ed ha la cittadinanza di Taiwan in considerazione della discendenza della madre.
Ha rappresentato Taipei cinese ai Giochi olimpici di Soči 2014, dove si è classificato ventitreesimo sia nei 500 metri che nei 1000 metri. È stato il primo taiwanese a gareggiare nello short track ai Giochi olimpici.